# Khu bảo tồn động vật hoang dã Mein-ma-hla Kyun
Khu bảo tồn động vật hoang dã Mein-ma-hla Kyun (tiếng Miến Điện: မိန်းမလှကျွန်း တောရိုင်းတိရစ္ဆာန် ဘေးမဲ့တော) là một khu bảo tồn đất ngập nước ở Hạ Myanmar. Nó nằm trong Bogale, Vùng Ayeyarwady. Mein-ma-hla có nghĩa là người phụ nữ xinh đẹp ở Myanmar, là hòn đảo gắn với một huyền thoại địa phương ở Myanmar. Khu bảo tồn đất ngập nước nằm trên đảo Mein-ma-hla và được phân loại như một khu bảo tồn hệ sinh thái rừng ngập mặn. Khu bảo tồn có diện tích 137 kilômét vuông (52,79 dặm vuông Anh) và được thành lập vào năm 1986.

## Hệ thực vật và động vật
Khu bảo tồn có tổng cộng khoảng 29 loài cây ngập mặn và cá sấu nước mặn.